# Mussaenda cylindrocarpa
Mussaenda cylindrocarpa là một loài thực vật có hoa trong họ Thiến thảo. Loài này được Burck mô tả khoa học đầu tiên năm 1883.